# Psychiatr
Psychiatr (ženskou obdobou je psychiatrička, potažmo psychiatryně) je lékař zaměřený na psychiatrii a kvalifikovaný v léčení duševních poruch. Všichni psychiatři jsou školeni v diagnostickém vyhodnocování a někteří z nich i v psychoterapii. Díky svému údělu hodnocení stavu pacienta jsou psychiatři jedni z mála odborníků na psychické zdraví, kteří mohou předepsat psychiatrickou léčbu, provést fyzickou prohlídku, nařídit a interpretovat laboratorní test a elektroencefalogramy, a kteří mohou nařídit studie zobrazující mozek, jako je počítačová tomografie nebo počítačová osová tomografie, zobrazení magnetickou rezonancí a tomografie vysíláním pozitronu.
Zásadní rozdíl oproti psychologovi je, že psycholog rozhodně nepředepisuje léky. Oproti tomu psychiatr má pravomoc léky, čili psychofarmaka, předepsat.